# Batcombe, Dorset
Batcombe är en ort och civil parish i Storbritannien.   Den ligger i kommunen Dorset och riksdelen England, i den södra delen av landet, 190 km väster om huvudstaden London. Batcombe ligger 201 meter över havet och antalet invånare är 120.
Terrängen runt Batcombe är huvudsakligen lite kuperad. Batcombe ligger uppe på en höjd. Runt Batcombe är det ganska tätbefolkat, med 86 invånare per kvadratkilometer. Närmaste större samhälle är Yeovil, 13,3 km norr om Batcombe. Trakten runt Batcombe består till största delen av jordbruksmark.